# ネグス

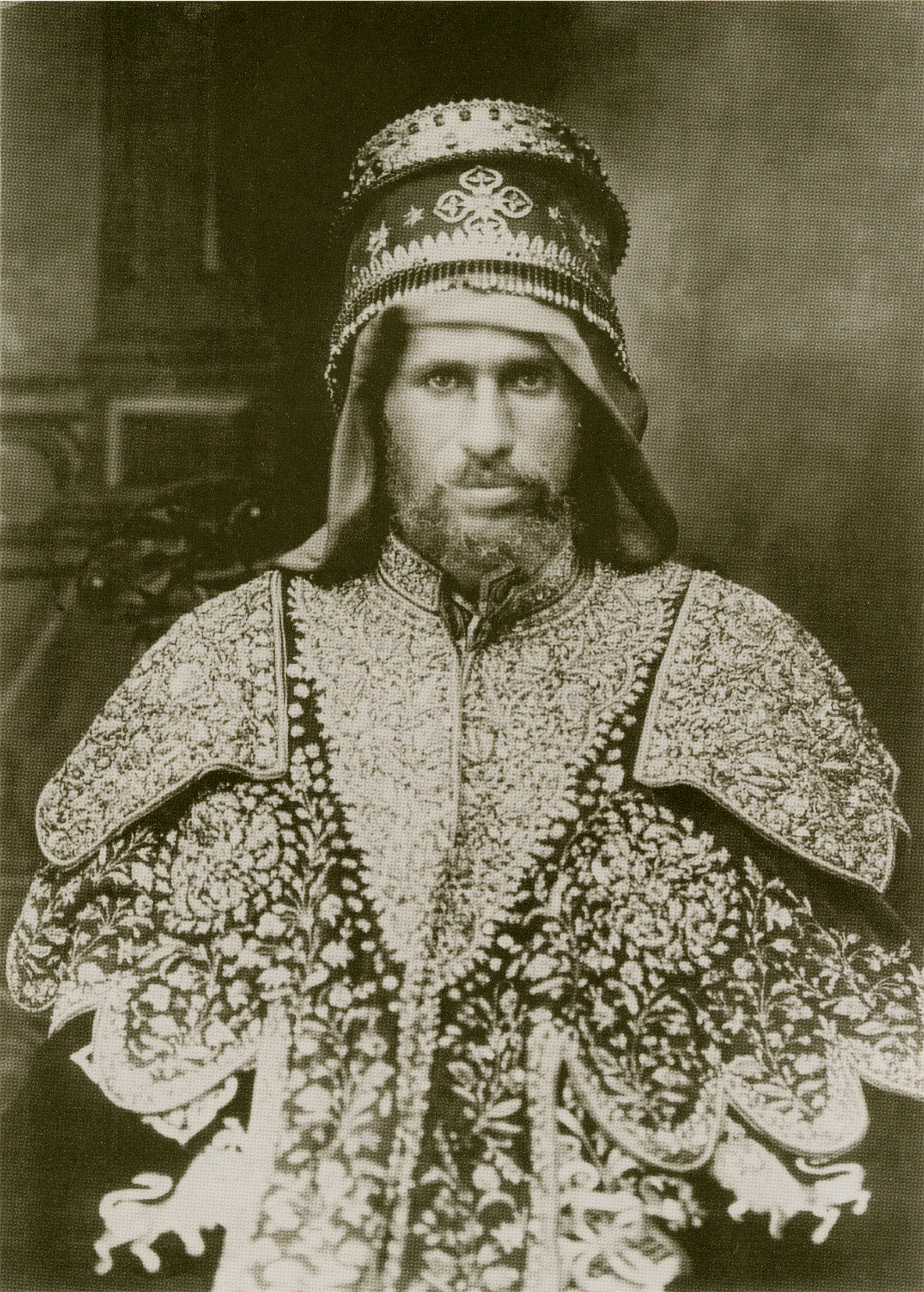
ネグスの称号を持つゴジャムの王テクレ・ハイマノット

ネグス（英語: Negus、ゲエズ語: ንጉሥ・nəgueś [ゲエズ語]、アムハラ語: ነጋሲ・negus [アムハラ語]）は、エチオピア・セム諸語とエチオピア貴族と宮廷の諸称号で「王」を意味する用語である。通常この称号は、1974年以前のエチオピアにおいて、ネグサ・ナガストつまり「諸王の王」から、地域の支配者に与えられた。従ってネグスは、「諸王の王」のもとの「王」という関係となる。イスラームの伝統では、ネグスはAl-Najashi（النجاشي）として知られている。

## 歴史
ネグスはエチオピア・セム諸語の三語根ngś（「支配する」という意味）に由来する名詞である。称号のネグスは古代ギリシア語ではバシレウス（ギリシア語: βασιλεύς）へ翻訳されており、バシレウスという表記はアクスムの貨幣に多く見られる。その称号は聖書やその他の文学作品において一貫して「王」や「皇帝」と翻訳されていた。
この称号は、少なくともアクスム王国時代初期には成立していた。もっとも早い時期の同時代史料は、エチオピアで出土したアクスム王国のブロンズ製奉納品の刻文で、gdr/ngs/'ksmと刻まれており（アクスムの王GDR）、紀元200年頃のものとされている（柘植1994）。更に後世になると、最重要の諸州（諸王国）の知事に授けられる名誉称号として利用された。その諸州とは、ゴジャム、ベゲムデル、ウォロ、ティグレの各州や、海岸沿いの王国である。海沿いの王国ではバフリー・ネガシ（海の王）という称号が使われており、現在の中央エチオピアの支配者の称号だった。軍事称号である「Meridazmatch」は、当初はショアの支配者たちによりサーレ・セラシエ（在位1813-47年）の時代まで使われた。サーレ・セラシエと彼の子孫たちはこの称号を王号としても採用した。

## 語源
エチオピア・セム諸語群のマリク（m-l-k）が発展するにつれ、その起源となる王を意味するセム系言語の三語根が、壊れた複数形「ʾämlak/ʔamlāk」の表記で「神」を意味する一般用語へと発展した。これと並行してセム系言語で「支配者」や「領主」を意味するn-g-sが王を意味するようになっていった。アッタル神に言及している古代アラム語の碑文では、彼の名前は𐡍𐡂𐡔（ngš）という称号を冠しており、古代北アラビア語の支配者を意味する𐪌𐪔𐪆（ngś）に対応している。

## ポピュラーカルチャー
第80回スクリップ・スナショナル・スペリング・ビーでは、出場者のアンドリュー・レイ（Andrew Lay）が、視聴者が驚くような反応を引き出す用語として「negus」のスペルを書くことを要求され、人気ビデオのスニペット集にもくわえられた。ケンドリック・ラマーの2015年の曲「i」でもこの用語が登場し、Nワードと「negus」を比較して描いている。